# Marolterode
Marolterode est une commune allemande de l'arrondissement d'Unstrut-Hainich, Land de Thuringe.

## Géographie
Marolterode se situe au nord-ouest du graben de Schlotheim.
|            | Schlotheim    |                |
| Schlotheim | Marolterode   | Ebeleben       |
|            | Neunheilingen | Kirchheilingen |

## Histoire
Marolterode est mentionné pour la première fois en 1301 dans les registres des possessions de l'abbaye de Volkenroda.
Du 6 au 8 avril 1945, les chars américains entrent sous le feu allemand. Vingt corps de soldats allemands sont récupérés à la fin de la bataille et enterrés dans une fosse commune par les habitants qui ont été évacués.
Le 25 juillet 1959 a lieu un blowout. Pendant les travaux pour fermer le trou, le 9 août, la flamme enflamme le gaz. La chaleur est telle qu'il faut utiliser des chars. On parvient à mettre un Blow Out Preventer puis à éteindre le feu avec un procédé chimique le 19 août 1959.